# Oběť (film, 1986)
Film Oběť (švédsky Offret – Sacrificatio) je autorské existenciální drama Andreje Tarkovského z roku 1986. V tomto filmu hojně hráli bergmanovští herci (například Allan Edwall, Erland Josephson), hlavním kameramanem byl Sven Nykvist, děj se odehrává, vyjma několika scén z ostrova Gotland, téměř výhradně na ostrově Fårö a film byl vedle britských a francouzských zdrojů financován především švédskými subjekty. Proto lze toto dílo považovat za švédský film.

## Okolnosti vzniku filmu
Světově uznávaný tvůrce existencionálně-psychologických dramat s duchovním přesahem Andrej Tarkovskij se se svou tvorbou rozcházel s představami sovětské kritiky o postavení a významu filmů ve společnosti. Po emigraci do Itálie měl problémy s financováním své tvorby především kvůli jejímu úzkoprofilovému zaměření a nezkušenosti s výrobou filmů "v kapitalismu". Rentabilita Tarkovského prvního západního filmu Nostalgie nevyvrátila tyto obavy.
Oběť byla pokusem navázat na tvorbu stárnoucího žánrově spřízněného Ingmara Bergmana.[zdroj?] Mezinárodní příznivý ohlas ukázal, že tento způsob produkce Tarkovského tvorby je nosný. Tarkovský však brzy po dokončení filmu podléhá rakovině, která u něj propukla během natáčení.

## Ocenění
Snímek se setkal s příznivým přijetím publika, vyhrál šest cen (například BAFTA, FIPRESCI) a byl nominován na Zlatou palmu.

## Děj
Alexandr (Erland Josephson) žije s blízkými a přáteli na poměrně nehostinném pobřeží v izolaci od okolního světa. Tyto osoby se intenzivně stýkají a vytváří velmi intelektuální atmosféru. Na oslavě narozenin Alexandra výrazně ovlivní dar středověkého obrazu, následná intelektuální konverzace a vědomí možnosti atomového konfliktu (zde je podobnost s postavou Jonase v Bergmanových Hostů Večeře Páně z počátku šedesátých let). Alexander stále naléhavěji řeší různé existenciální a duchovní otázky. Snaží se najít alternativní jednání, které bude v souladu s tušenými odpověďmi na tyto otázky. Postupně dospívá k přesvědčení, že by měl učinit adekvátní oběť. V této víře zapálí dům, ve kterém s blízkými společně bydlí. Scénou hořícího domu a odvozu Alexandra celý film vrcholí.